# اللوزية
اللوزية قريه من القرى السوريه الساحره تتبع لمدينة جبله ولناحية القطيلبيه في محافظة اللاذقية تنتشر بها أشجار الفواكه والزيتون والتين والكرمة واللوزيات تشتهر بوادي من أشجار السنديان المعمره والاحراش يتخلله ينابيع عذبه تألف بيئة غايه في الجمال والروعة يمتاذ سكانها بالتحصيل العلمي العالي والود والكرم .
‌